# 薩爾米倫巴赫河
50°57′14″N 7°06′12″E / 50.95387449289961°N 7.103248467091798°E
薩爾米倫巴赫河（德語：Saaler Mühlenbach），是德國的河流，位於該國西部，處於北萊茵-威斯特法倫州，河道全長7.2公里，流域面積6.4平方公里，發源地海拔高度210米。